# Diploporus
Diploporus — це вимерлий рід хвойних рослин родини тисових Taxaceae, який містить єдиний вид Diploporus torreyoides, відомий із середнього еоцену північного центрального Орегону та пізнього палеоцену південної центральної частини Північної Дакоти. Вид був вперше описаний із серії ізольованих викопних насінин у кремені.

## Опис
Насіння Diploporus субяйцеподібне, двостороннє симетричне, зі злегка загостреною верхівкою та округлою основою. Насіння має загальну довжину від 6.7 до 8.0 міліметрів і ширину від 5.4 до 8.0 сантиметрів. Уздовж верхньої третини насінини є гострий гребінь, утворений дорсальною та черевною сторонами. Насіння можна відрізнити від видів Taxus і Torreya за кількома ознаками зовнішньої морфології. Загальна форма основи не така загострена, як у Torreya, але не така зрізана, як основа Taxus, а за розміром насіння Diploporus більші за насіння Taxus, але менші за Torreya.